# Beohar Rammanohar Sinha
Beohar Rammanohar Sinha (hindi : व्यौहार राममनोहर सिंहा, Vyauhar Rammanohar Simha ou Ram-da, 1929-2007) est un artiste indien connu pour ses illustrations du manuscrit original de la Constitution de l'Inde, dont la page de préambule (réalisée en 1949), qui en fait l'une des plus belles Constitutions du monde,. Il est aussi connu comme ambassadeur culturel de l'Inde ayant diffusé l'art indien dans l'Extrême-Orient, et a apporté l'art oriental en Inde.
Ses œuvres sont hébergées dans de nombreuses collections publiques et privées dans le monde entier et ses peintures murales décorent le dôme gigantesque du Shaheed-Smarak (en) historique de Jabalpur (le mémorial des martyres).
Rammanohar signe ses œuvres en devanagari à l'encre plutôt qu'en « ram » ou « rammanohar », mais écrit rarement son nom. La plupart de ses peintures portent un seau rouge unique avec son nom Sinha, principalement en devanagari, mais parfois aussi en pinyin.

## Biographie

### Jeunesse

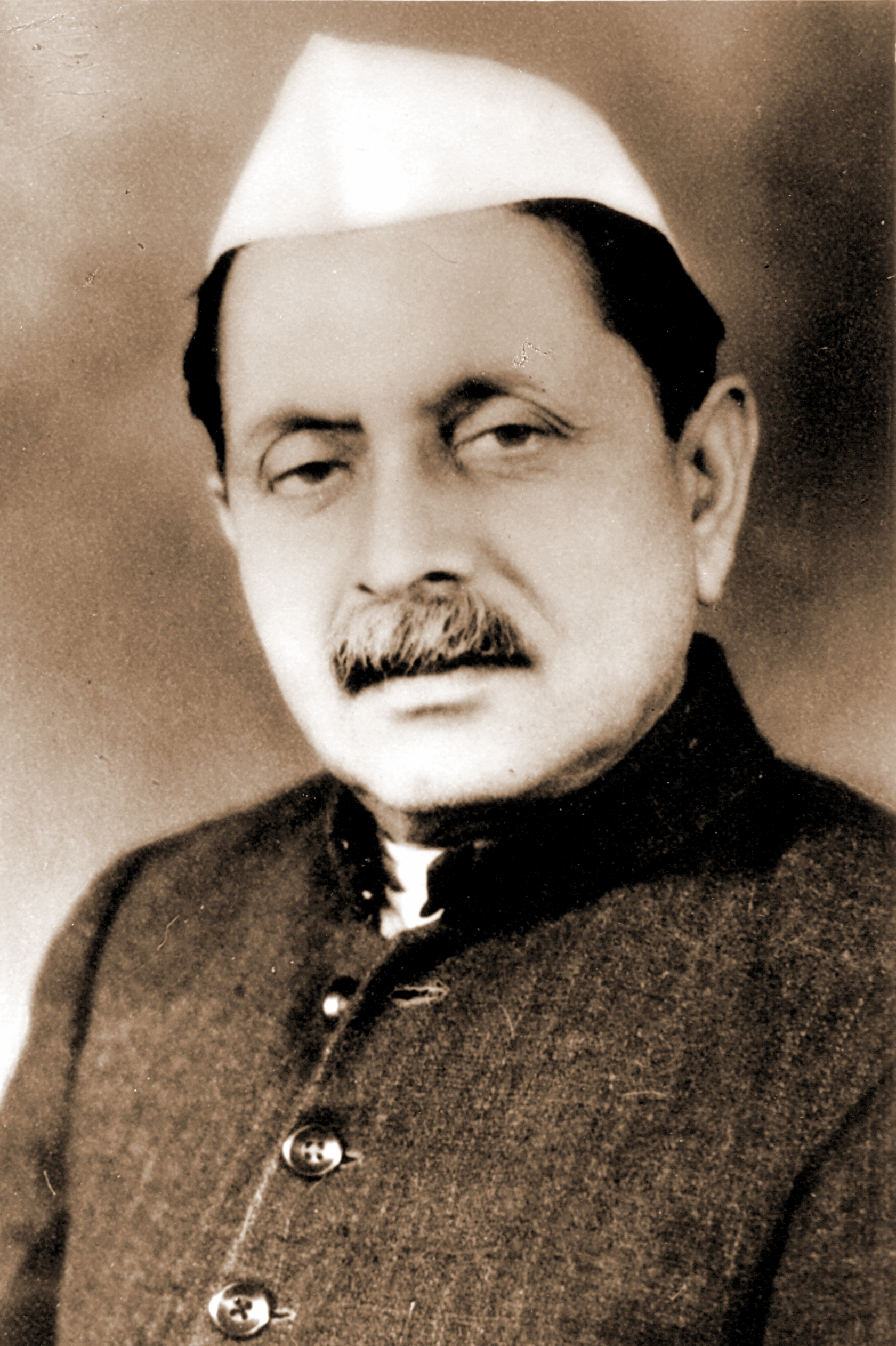
Beohar Rajendra Simha, le père de Beohar, en 1964.

Rammanohar est né le 15 juin 1929 à Jubbulpore, la plus importante ville de la province centrale des Indes britanniques. Il est le plus jeune de trois fils de Beohar Rajendra Simha, un célèbre spécialiste, historien, théologien, littérateur et activiste hindou, une autorité Ramayana, ainsi que dans une moindre mesure, un journaliste et politicien gandhien, qui a été prisonnier politique pour avoir mené le Mouvement pour l'indépendance de l'Inde en suivant les principes du Satyagraha.

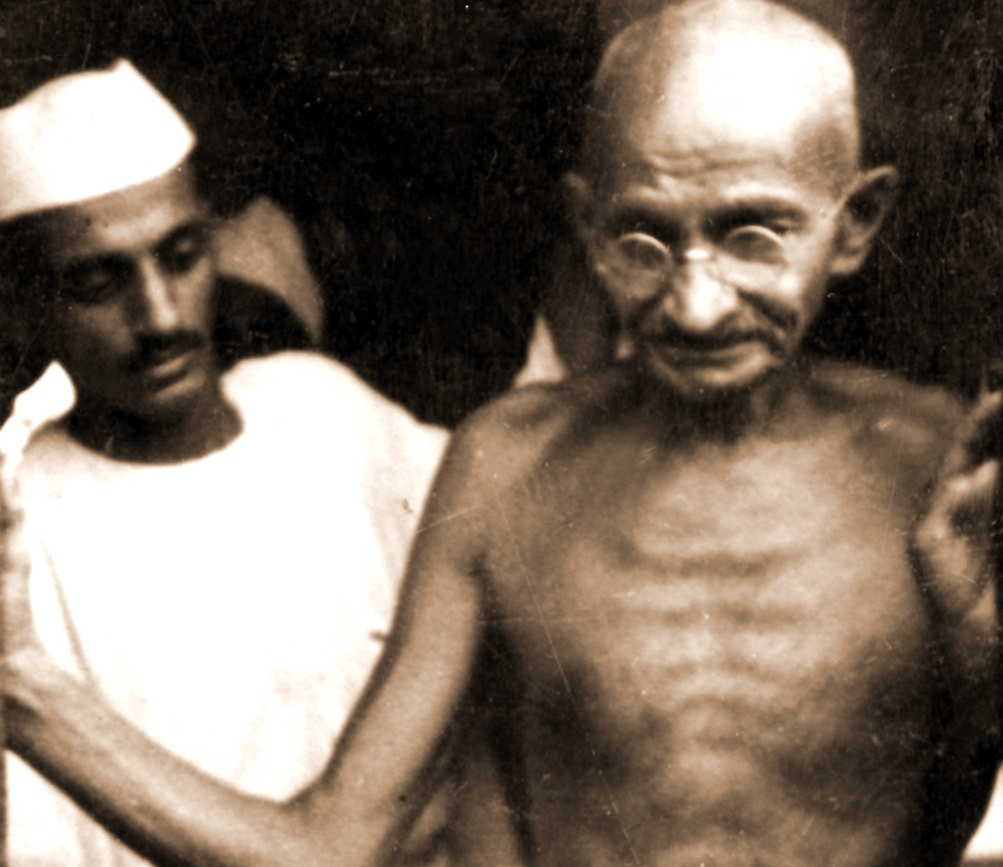
Le jeune Rammanohar aidant son invité Gandhi.

Pendant l'enfance de Rammanohar, leur mansion BeoharNiwas situé dans la localité de Satya-Kya à Jubbulpore hébergeait de nombreuses activités nationalistes et était fréquenté par Mohandas Karamchand Gandhi, Rajendra Prasad, Vallabhbhai Patel, Maithili Sharan Gupt (en), Jawaharlal Nehru, Kaka Kalelkar (en), Makhanlal Chaturvedi (en), Khan Abdul Ghaffar Khan et Vinoba Bhave, notamment. Ces événements empreints de nationalisme, philanthropie et simplicité l'ont fortement influencé,.

### Fondations
Dans le cadre de sa scolarité à Jubbulpore, Rammanohar étudie d'abord à la Christ Church Boys Senior Secondary School (en), mais l'établissement ne convient pas à son tempérament ni aux idéaux nationalistes de ses parents. Il rejoint ainsi rapidement un établissement nationaliste, la Pt Lajja Shankar Jha Model School Jabalpur, et étudie aussi à l'école Hitkarini Sabha (en).
Adolescent, Rammanohar participe à plusieurs festivités hindoues en assistant sa mère RajRani Devi, polythéiste, en dessinant une grande variété de motifs folkloriques (en) pour ses pujas. Elle gâtait son fils en lui donnant sa part lors des prasads et en lui récitant des hymnes narratifs et mélodieux qui incluaient souvent des explications conventionnelles et autres interprétations de ces motifs. Ceci fut le fondement de ses affinités artistiques.
Malgré la mort de Rabindranath Tagore en 1941, le père de Rammanohar continuait à visiter Santiniketan pour rencontrer ses amis Banarsidas Chaturvedi (en), Hazari Prasad Dwivedi et Kshitimohan Sen (en) entre autres. Lors de l'une de ces visites en 1946, Rammanohar l'accompagna mais décida de rester en retrait, partageant la chambre de son hôtel avec K. G. Subramanyan.
Rammanohar étudie les beaux-arts de Kala Bhavana à l'université nationaliste de Visva-Bharati (Shantiniketan), de 1946 à 1950. Il y est le disciple préféré de l'un des pionniers de l'art indien moderne et figure clé du modernisme contextuel (en), Nandalal Bose. Il suit aussi les formations de Ramkinkar Baij (en) et Benode Behari Mukherjee (en). Lors de ses études supérieures de 1951 à 1953, il excelle en peinture murale sous la direction de Nandalal Bose et choisit de se spécialiser en peinture zen auprès de Yu Wan-shan, le fondateur de l'université Huafan (en) à Taiwan — la seule institution située hors de l'Inde qui utilise le chapiteau aux lions d'Ashoka comme logo. C'est le premier rapprochement de Rammanohar avec l'art oriental.

### Premières œuvres nationalistes

#### Illustration de la Constitution indienne

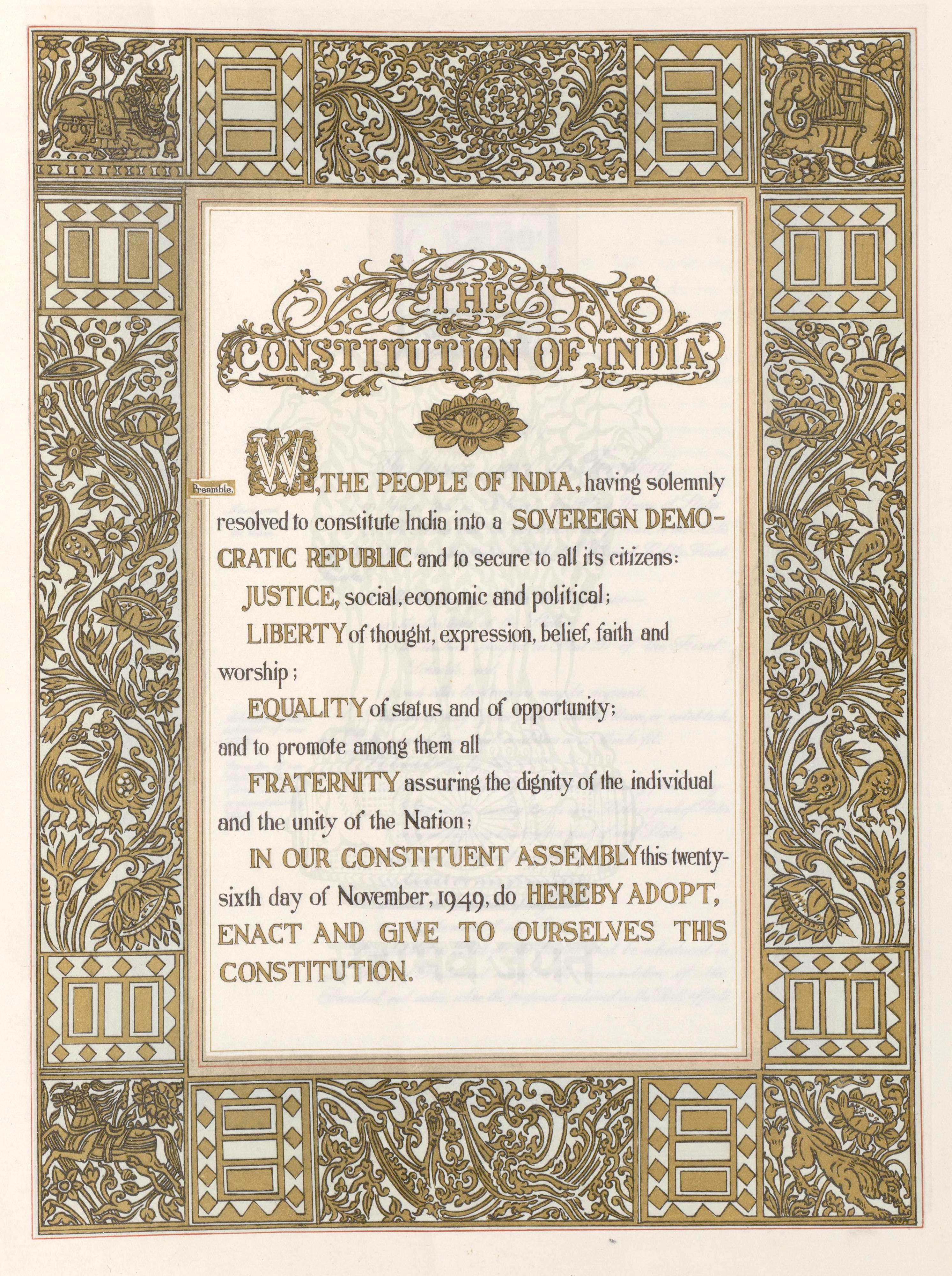
Le préambule de la Constitution indienne, illustrée et calligraphiée par Rammanohar.

Il faut compter parmi les œuvres de Rammanohar les plus célèbres les illustrations des pages du manuscrit calligraphié original de la Constitution de l'Inde,, dont la page de préambule complète, qui ont été soutenues par Nandalal Bose sans la moindre modification,.
Afin que son dessin pour la Constitution indienne représente au mieux l'art original indien, Rammanohar a beaucoup voyagé dans des lieux historiques de cet art, comme Ajantâ, Ellorâ, Bagh, Badami, Sanchi, Sarnath et Mahabalipuram. Il en tire des motifs comme les padmas (en), Nandis, Airavata, Vyaghras, Ashwa, Hans et Mayur. Au départ, Rammanohar refuse de signer son œuvre, mais son mentor Nandalal Bose, qui a endossé la responsabilité de tout le projet, a considéré les choses sous un angle plus historique et a insisté « pour que les générations futures soient capables de reconnaître, se rappeler et célébrer l'artiste qui a décoré la Constitution de l'Inde. » Rammanohar est également l'auteur de tous les autres détails picturaux du document.

#### Fresques
Dans le style nationaliste typique de l'école prônant le renouveau de l'art indien, l'École du Bengale, Rammanohar réalise une multitude de fresques en 1952-1953, sur les murs et les dômes du Shaheed-Smarak historique de Jabalpur (le mémorial des martyres). Elles représentent plusieurs épisodes et lieux historiques de la lutte pour l'indépendance de l'Inde, de 1654 à la fin du déploiement des trois couleurs indiennes le jour de l'Indépendance en 1947.
Sont aussi à noter la fresque représentant le mouvement Quit India, qui a d'ailleurs été publiées dans Encyclopædia Britannica et celle sur Dourgavati, une reine guerrière ayant combattu pour préserver l'indépendance de son pays,.
Il réalise aussi une fresque murale de la naissance de Siddhartha Gautama, sur les murs de la faculté Kala Bhavana dans l'université Visva-Bharati, à Shantiniketan.
Pour préparer le 59e congrès annuel des leaders nationaux à Kalyani (Bengale-Occidental) (en) en 1954, Rammanohar et son équipe illuminent l'avenue entière, en particulier le portail et la scène avec des panneaux et des posters de thèmes nationalistes fabriqués avec des matériaux biodégradables locaux et avec des couleurs naturelles,. Rammanohar est acclamé pour ces œuvres.

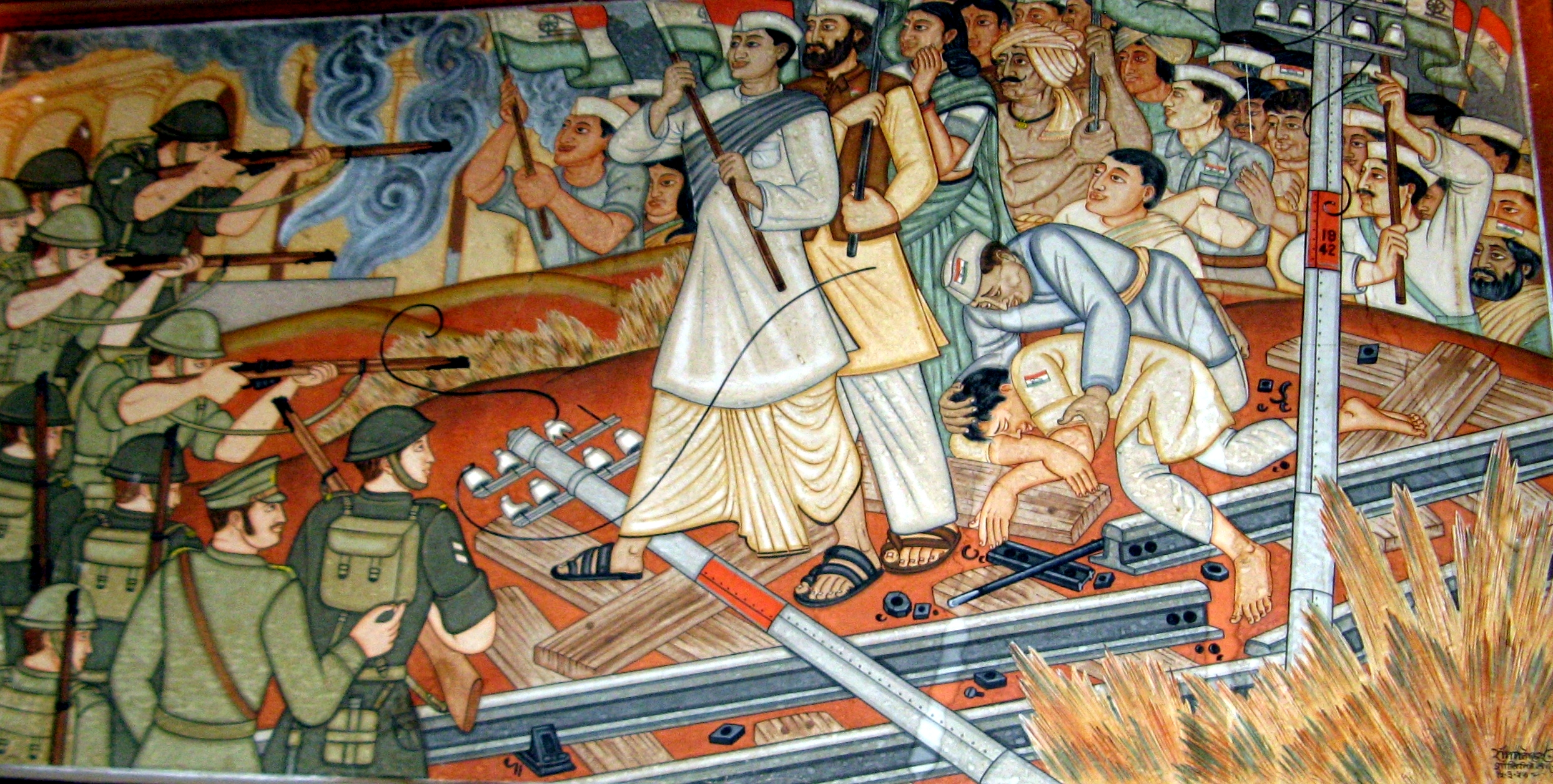
Quit India Movement.
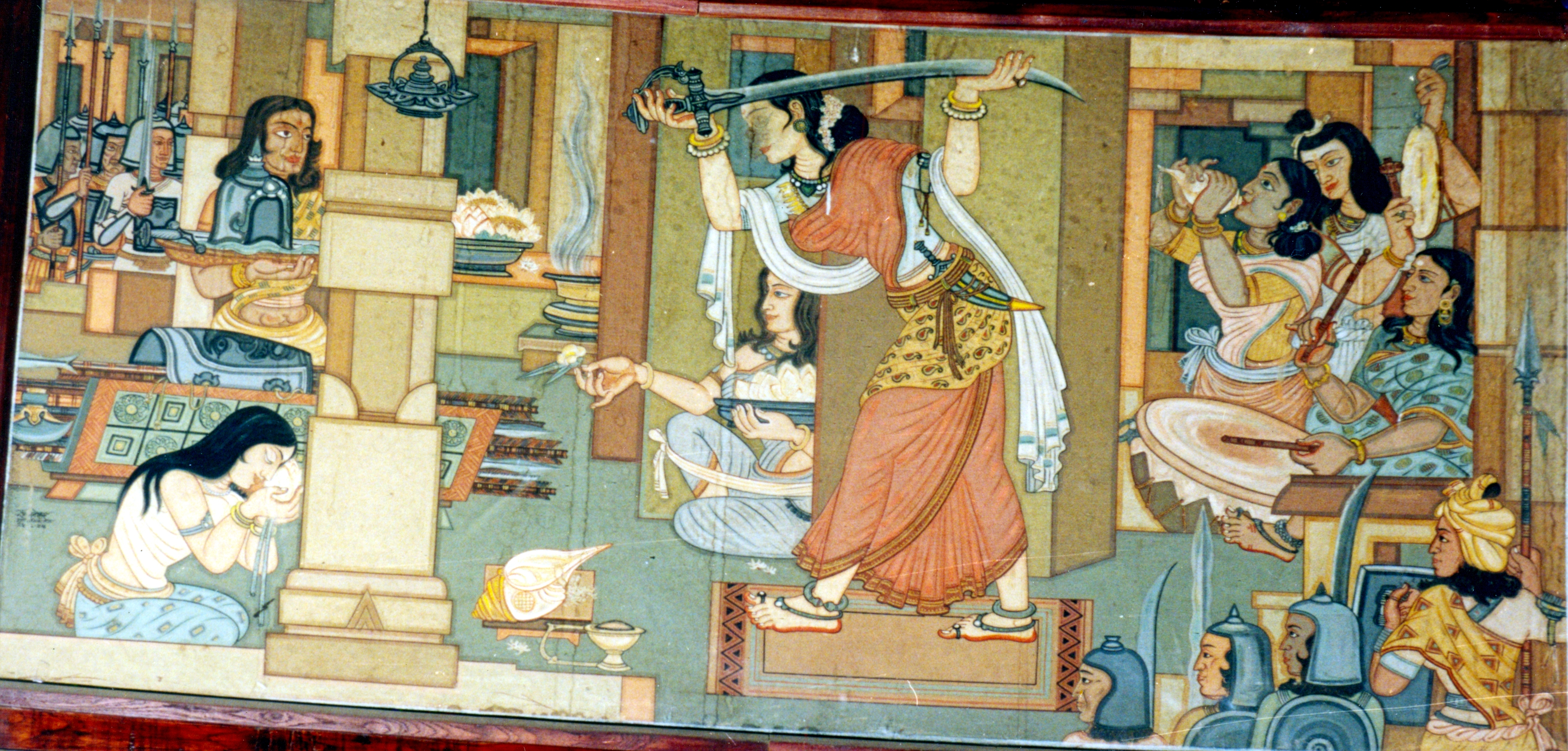
Rani Durgavati fait face à l'armée d'Akbar.
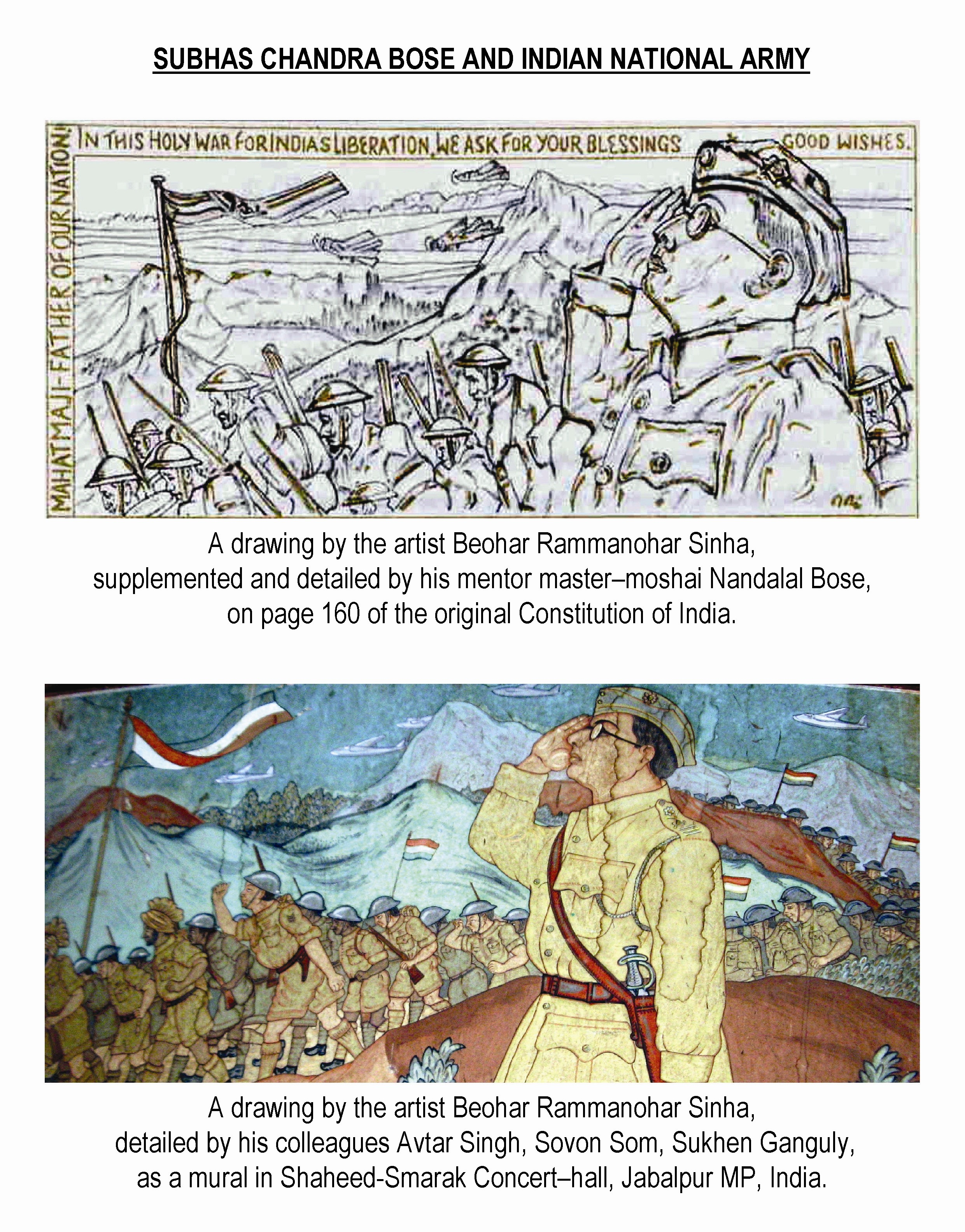
Subhas Chandra Bose menant l'Azad Hind Fauj (armée nationale d'Inde).

### Diplomatie culturelle

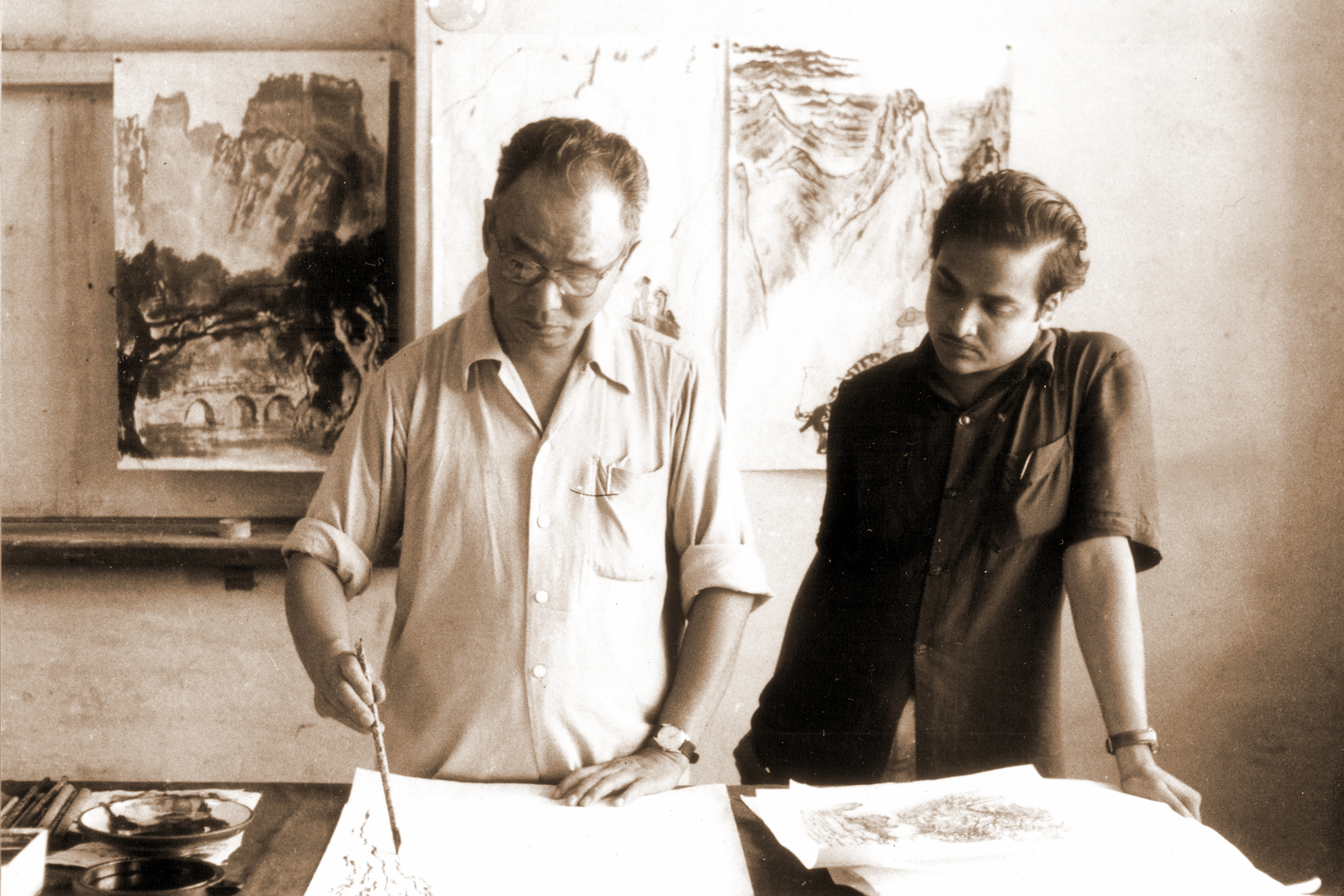
Le maître chinois Li Keran rendant visite à Rammanohar dans son studio de Pékin, vers 1957.

Le gouvernement indien envoie Rammanohar en Extrême-Orient comme spécialiste et émissaire culturel entre 1957 et 1959 afin d'« établir un pont interculturel et inter-civilisations direct ». En Chine, il travaille avec les grands maîtres locaux Qi Baishi, Li Keran, Chen Banding, Pan Tianshou (en), Wu Jingding, Wu Zuoren, Li Kuchan, Fu Baoshi, Yu Fei’an, et réalise plusieurs œuvres collectives dont le renommé Pont Meishan, qui est représenté en arrière-plan, tandis que de gros bonnets politiques sont au premier plan, à la suite de la première phase de la campagne des Cent fleurs. L'initiative créative en diplomatie culturelle de Rammanohar et les actions de Rahul Sankrityayan sont créditées des relations apaisées entre les deux pays après des disputes à leurs frontières depuis plusieurs années.
Rammanohar diffuse par ailleurs l'art indien dans le monde entier tandis qu'il dirige les trois écoles de peinture d'Extrême-Orient, Kung-pi, Shui-mo et Xie-yi,. Ainsi, les influences de la peinture indienne classique sont évidentes dans l'art de Ye Qianyu, Shi Lu (en) et plusieurs autres peintres extrême-orientaux. Rammanohar a d'ailleurs été parfois appelé le « Huen Tsang d'Inde ».

### Interactions avec ses contemporains
Parmi ses contemporains, Rammanohar est particulièrement proche de Sayed Haider Raza, B. C. Sanyal (en), K. G. Subramanyan et Narayan Shridhar Bendre (en). Raza a rendu visite au studio de Rammanohar en Inde, lequel a rendu à son tour visite au studio de Raza lors de son séjour en Europe, en 1997. De même, Jagdish Swaminathan (en) en 1987 et Maqbool Fida Husain en 1986 rendent visite à Rammanohar dans son studio, en plus de ses expositions en Inde et en Europe. Le peintre moderne Akbar Padamsee a tellement été inspiré par son art qu'il a fortement manifesté sa volonté de l'apprendre directement de Rammanohar. Il n'est pas rare que Rammanohar et quelques-uns de ces artistes s'échangent leurs peintures comme cadeaux. Ainsi, il a compté dans sa collection personnelle des œuvres aussi diverses que celles de Kattingeri Krishna Hebbar (en), Abdulrahim Appabhai Almelkar, Gopal Ghose (en), Jeram Patel, Jyoti Bhatt (en), Jogen Chowdhury (en), Manohar Akre et des maîtres Santiniketan.

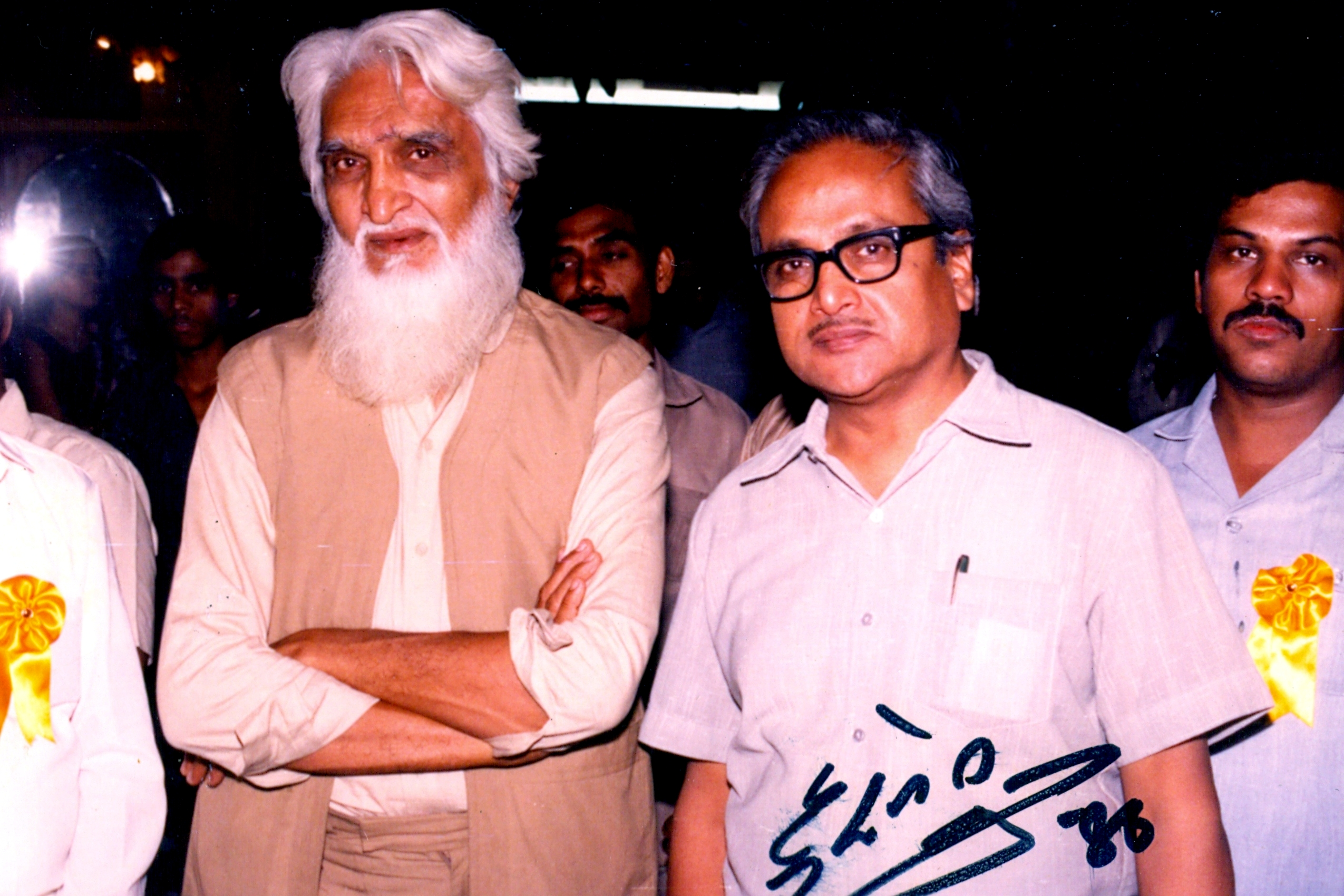
Maqbool Fida Husain et Rammanohar, vers 1986.
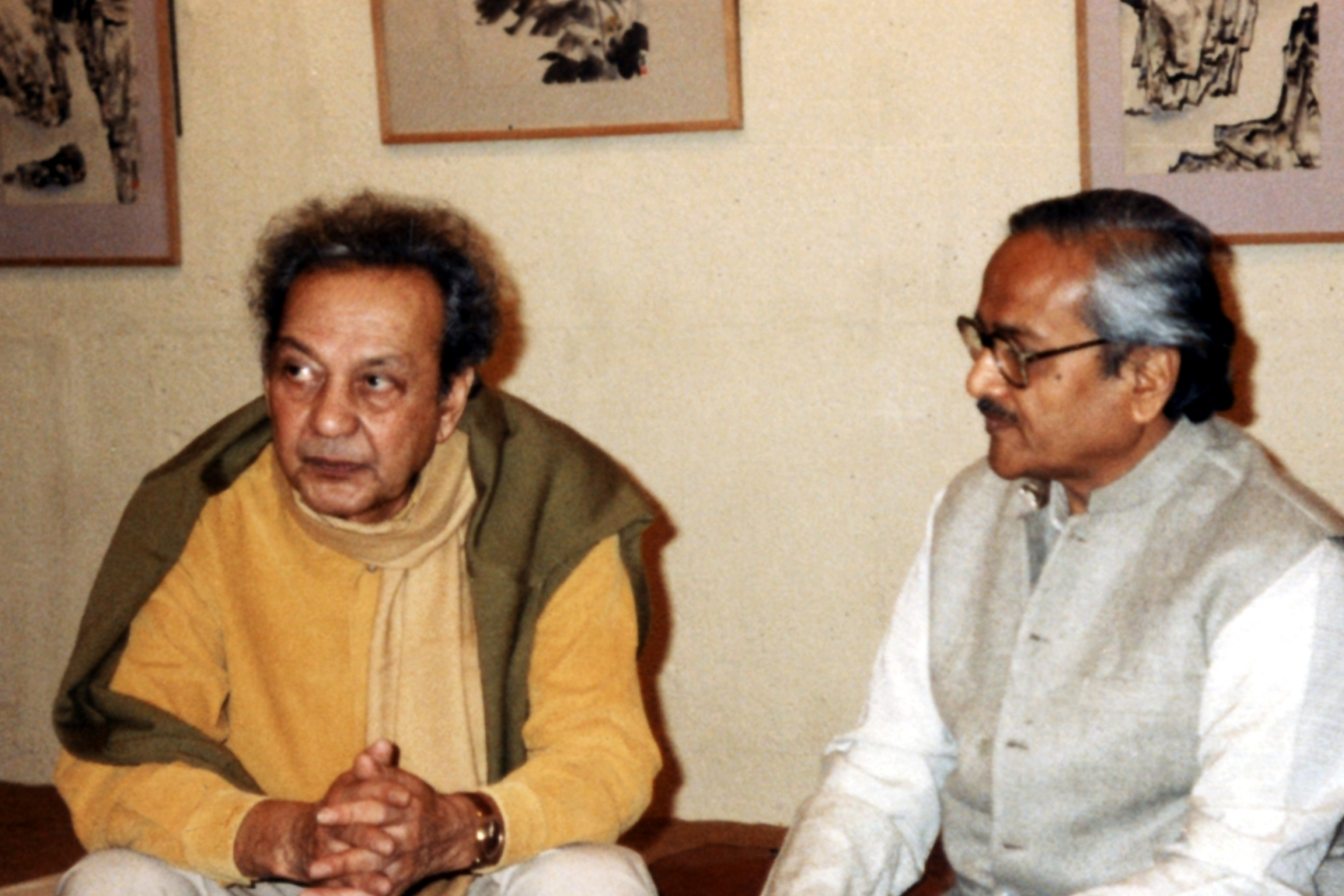
Sayed Haider Raza rendant visite à Rammanohar, vers 1992.
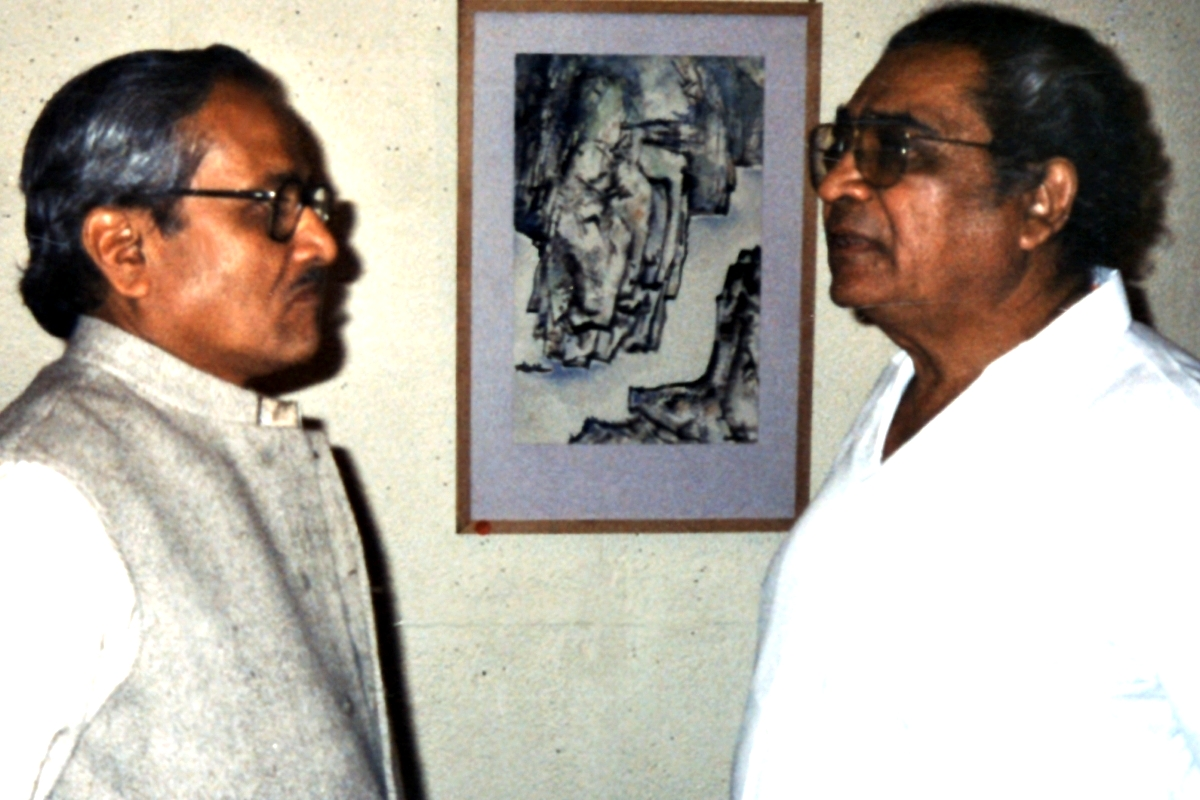
Akbar Padamsee et Rammanohar, vers 1992.

D'autres artistes, sculpteurs et graveurs ont visité le studio de Rammanohar, dont Surendranath Kar (en), Avtar Singh Panwar, Kripal Singh Shekhawat (en), Balbir Singh Katt, Gulam Mohammed Sheikh (en), Chinmay Mehta, Somnath Hore, Sukhen Ganguly, Sovon Som, Jadunath Supakar (en), Biswarup Bose. Il a même été visité par des littérateurs tels que Nirmal Verma et Ashok Vajpeyi (en).

## Conservation
- British Museum, Londres (Royaume-Uni)[40]
- British Empire and Commonwealth Museum (en), Bristol (Royaume-Uni)[41]
- The Martyr’s Memorial Permanent Art Collection, Jabalpur, India[26]

## Expositions
Les œuvres de Rammanohar ont été exposées dans plusieurs pays. La liste présentée ci-dessous n'est pas exhaustive, mais présente les plus notables:
- Samanvai Art Gallery, Jaipur, Inde, 2013 ;
- Sansruti Retrospective Show, Bharat Bhavan (en), Bhopal, Inde, 2012 ;
- Image of India, Art Pilgrim, Londres, Royaume-Uni, 2005[42] ;
- Hiroshima Never Again, Arpana Art Gallery, New Delhi, Inde, 2005 ;
- Remembering Bhopal, Varalakshami Art Gallery, New Delhi, Inde, 2004 ;
- Inden Old and Contemporary Paintings, Aryan Art Gallery, New Delhi, Inde, 2003 ;
- Visual Art Gallery au India Habitat Centre (en), New Delhi, Inde, 2002, 1999 ;
- Art Alive Gallery, New Delhi, Inde, 2001[43];
- Gallerie Ganesha, New Delhi, Inde, 1999, 1997, 1994[44];
- Art in Cinema, Arushi Arts, New Delhi, Inde, 1999[45];
- Beatrice Royal Contemporary Art Gallery, Southampton, Royaume-Uni, 1999, 1998[46];
- Williamson Art Gallery, Bidston, Royaume-Uni, 1997[47];
- TheBhavan Royaume-Uni Centre, Londres, Royaume-Uni, 1997[48];
- Westminster Academy (en), Londres, Royaume-Uni, 1997 ;
- Nehru Centre (en) International Art Gallery, Londres, Royaume-Uni, 1997[49];
- Jellys LegdChick Art Gallery, Reading-Berkshire, Royaume-Uni, 1996, 1995[50];
- Indian National Exhibition of Art, Lalit Kala Akademi, Madras, Inde, 1993 ;
- Jehangir Art Gallery (en), Bombay, Inde, 1993 ;
- All India Fine Arts and Crafts Society (en) (AIFACS), New Delhi, Inde, 1993, 1991, 1990, 1953 ;
- The Birla Academy of Arts, Calcutta, Inde, 1992[51];
- India International Centre (en), New Delhi, Inde, 1992 ;
- Bharat Bhavan, Bhopal, Inde, 1991, 1992 ;
- The Taj Art Gallery, Bombay, 1992[52];
- Madhya Pradesh Kala Parishad, Jabalpur : 1991, 1990, 1986, 1968, 1966, 1965 ; Bhopal : 1978, 1973 ; Raipur : 1967, 1964, 1963 ; Gwalior : 1964[53];
- Lalit Kala Akademi, New Delhi, Inde, 1987, 1978, 1974, 1969 ;
- Université Visva-Bharati, Shantiniketan, Inde, 1987, 1972, 1960, 1959, 1951 ;
- Académie des arts de Chine, Shanghai, Chine, 1958 ;
- Sichuan Fine Arts Institute (en) (SFAI), Chongqing, Chine, 1958 ;
- Académie centrale des beaux-arts de Chine, Pékin, Chine, 1957.

## Prix et reconnaissance
- Special Award, Bombay Province, Indes britanniques, 1944 ;
- Special Award, All India Fine Arts and Crafts Society (en) (AIFACS), New Delhi, Inde, 1953 ;
- Shikhar Samman pour l'excellence, l'extraordinaire créativité et le long dévouement aux arts, Bhopal, Inde, 1991 ;
- Veteran Artist Award, AIFACS, New Delhi, Inde, 1993 ;
- Award of Honor pour avoir démontré la plus grande préoccupation pour des services humanitaires et le bien être social, Lions International, 1997 ;
- Le titre KalaShri, pour sa contribution exemplaire dans le champ des beaux-arts, New Delhi, Inde, 2001 ;

Il aurait été pré-sélectionné pour la plus grande décoration civile indienne, le Padma Vibhushan de 2007-08, mais il est mort avant que la liste définitive des nommés pour le prix ne soit publiée,.